# Anolis macrophallus
Anolis macrophallus es una especie de lagarto que pertenece a la familia Dactyloidae. Es nativo de Guatemala y El Salvador.